# Witcham Gravel
Witcham Gravel var en civil parish 1894–1933 när det uppgick i Witcham i grevskapet Cambridgeshire i England. Civil parish var belägen 24 km från Cambridge och hade 21 invånare år 1931.